# Fuchsia sanmartina
Fuchsia sanmartina är en dunörtsväxtart som beskrevs av Paul Edward Berry. Fuchsia sanmartina ingår i släktet fuchsior, och familjen dunörtsväxter. Inga underarter finns listade i Catalogue of Life.